# Chloorfluormethaan
Chloorfluormethaan (ook wel Freon 31 genoemd) is een halomethaan van fluor en chloor, met als brutoformule CH2ClF. De stof komt voor als een gas, dat op ongeveer 22 kilometer hoogte in kleine hoeveelheden (148 ppt) wordt teruggevonden in de aardatmosfeer.

## Toepassingen
Chloorfluormethaan wordt gebruikt als koelmiddel en heeft een ozonafbrekend vermogen van 0,02.